# 16414 Le Procope
16414 Le Procope este o planetă minoră (asteroid), cu un diametru de 2,653 km, din centura de asteroizi. A fost descoperită pe 25 august 1987 la Observatorul European Austral de Eric Walter Elst și a fost numită după Café Procope⁠(d). 
Obiectul prezintă o orbită caracterizată de o semiaxă mare de 2,1937821 UAi, o excentricitate de 0,14, o înclinație de 3,99059 ° în raport cu ecliptica.